# دوري كرة القدم المالطي الدرجة الثانية 2006–07
دوري كرة القدم المالطي الدرجة الثانية 2006–07 (بالإنجليزية: 2006–07 Maltese Second Division)‏ هو موسم من دوري كرة القدم المالطي الدرجة الثانية ‏. فاز فيه Dingli Swallows F.C. ‏.